# Olsynium scirpoideum
Olsynium scirpoideum là một loài thực vật có hoa trong họ Diên vĩ. Loài này được (Poepp.) Goldblatt miêu tả khoa học đầu tiên năm 1990.